# Peter Freuchen
 Ikke at forveksle med Peter Petersen Freuchen.
Lorenz Peter Elfred Freuchen (20. februar 1886 i Nykøbing Falster– 2. september 1957 i Alaska, USA) var en dansk journalist, forfatter og opdagelsesrejsende, som sammen med Knud Rasmussen etablerede udforskningsstationen i Thule i 1910. Ud over de arktiske ekspeditioner besøgte Freuchen Sydafrika i 1935.
I en overgang husede Middelaldercentret Peter Freuchen Research Center, hvor dele af hans ejendele og arkivalier blev opbevaret og registreret. I dag er hans arkiv og andre arkiver hvor der er materiale om Peter Freuchen placeret på Arktisk Institut.
Han stiftede d. 13 december 1938 Eventyrernes Klub. Denne hædrede ham ved på hans 100-årsdag at plante et egetræ nær Kastellets Norgesport. Samme sted hædrede man ham atter ved på foreningens 60-års dag at rejse en såkaldt "inugsuk" (røse/stenvarde). Her mødes klubben hvert år for at mindes og hædre sin stifter.

## Biografi

### Opvækst og opdagelsesrejser
Peter Freuchen blev født i Nykøbing Falster, og som otte-årig fik han sin første lille båd, som han brugte al sin tid i, mens skolen ikke interesserede ham. Han blev venner med sømænd i den lokale havn og lyttede til deres historier fra lande langt væk. Han studerede medicin på Københavns Universitet for en tid, men følte ikke at lægegerningen var hans sande kald. Freuchen tog på sin første tur til Grønland som næstyngste medlem på Danmark-ekspeditionen til Nordøstgrønland i årene 1906-08, og herefter deltog han i adskillige andre polarekspeditioner mellem 1910 og 1924, ofte i selskab med den berømte polarforsker Knud Rasmussen.
Da han kom tilbage til Danmark efter sin første tur til Grønland, skrev han artikler for Kristeligt Dagblad, publicerede en række historier i Familie Journalen og tog endelig sin kandidatgrad fra universitetet. Sammen med Knud Rasmussen drog han på foredragsturneer i Danmark og arbejdede som journalist for Politiken. I 1910 samlede han genstande ind for danske museer, og 1913-1920 beklædte han stillingen som guvernør for kolonien i Thule. I disse år levede han sammen med inuit (eller eskimoer som han skrev) og forsøgte at leve som dem. Freuchen var meget negativ overfor den kristne mission. Han så de kristne missionærer som nogle, der trampede på inuitfolkets traditioner uden af forstå dem. I Freuchens bog Min grønlandske Ungdom (1936) afslørede han, at han aldrig havde planlagt at blive arktisk opdager, selv om han fra barnsben ønskede at tage på langfart over havet.
I 1911 giftede Freuchen sig med Mekupaluk, en inuitkvinde, som antog navnet Navarana. De fik de to børn, drengen Merkusak og pigen Pipaluk. Drengen var åndssvag og var gennem flere år på institutionen Rødbygård. Navarana fulgte Freuchen på nogle af hans opdagelsesrejser. Hun døde i 1921 under en influenzaepidemi og blev begravet på Upernaviks gamle kirkegård. Da Navarana ikke var døbt, afviste den lokale kirke at forrette begravelsen, og Freuchen forrettede den selv. Senere brugte Knud Rasmussen navnet Navarana til sin kvindelige hovedrolle i filmen Palos Brudefærd, der blev optaget i Østgrønland i 1933.
I 1923 fik han forfrysninger i foden, da han i en snestorm kom bort fra slædeholdet. To af hans tæer blev sorte, og efter hjemkomsten til Danmark måtte hans ene fod sættes af. Efter hjemkomsten erhvervede han i 1926 øen Enehøje i Nakskov Fjord. Allerede som 12-årig havde han været på øen, da han sammen med en ven havde svømmet dertil fra fastlandet. Han ejede øen frem til 1940, og her drev han med skiftende held et landbrug. Han havde dog mere held som forfatter, idet han allerede var landskendt som flittig foredragsholder.
I 1924 giftede Freuchen sig med stumfilms-skuespillerinden Magda Vang Lauridsen, som var datter af Nationalbankdirektør Johannes Lauridsen.

### Forfatter
Grønland, Land og Folk var hans første bog. Den udkom i 1927. Hans første novelle, Storfanger, kom samme år. I 1929 udkom Nordkaper med påtrykt forbud imod, at bogen blev udlånt fra biblioteker. Allerede da den første bibliotekslov kom i 1920, havde Thit Jensen rejst spørgsmålet om et vederlag til forfattere for udlån af deres bøger. Det kom der ikke noget ud af, og da Freuchen nu udgav sin roman med udlånsforbud, nægtede en boghandler med et læseselskab at efterkomme forbuddet. På foranledning af Hasselbalchs forlag og Freuchen selv mødte så fogeden op og nedlagde forbud mod udlånet, hvorefter sagen gik rettens vej, helt til højesteret, der gav Freuchen medhold. Det vakte stor forargelse blandt landets bibliotekarer – ikke mindst, da Hasselbalchs forlag i 1930 nedlagde forbud mod udlån af alle dets fremtidige udgivelser helt til 1. april 1932 med mindre forfatterne modtog en godtgørelse. (Forlaget afblæste senere forbuddet, da det ikke gav udsigt til øget fortjeneste for forlaget.) Bibliotekernes blad Bogens verden nægtede at referere udtalelse fra Freuchen og Thit Jensen: "Vi finder ikke anledning til at forevige disse to impulsive skribenters uovervejede indfald og ubeføjede påstande." I De danske folkebibliotekers historie fra 1962 refereres kun udtalelser fra modstandere af udlånsforbudet. Adskillige jurister satte sig dog ind i problemet, og i 1946 fremsatte undervisningsminister Mads R. Hartling forslag om en forfatterafgift som vederlag for udlån: "Et lille lands forfattere er på forhånd handicappet, idet det bogkøbende publikum ikke er så stort, at det kan ydes dem et ønskeligt og rimeligt vederlag for deres arbejde." I 1947 udbetaltes for første gang forfatterafgift til 435 danske forfattere – takket være Freuchen, der havde taget kampen op.
Amputationen af hans ene fod bevirkede, at han ikke længere kunne magte de mere krævende opdagelsesrejser. I 1932 var Freuchen igen i Grønland. Denne gang var ekspeditionen betalt af de amerikanske Metro-Goldwyn-Mayer filmstudier. Han spillede også en stor skurkerolle som hvalfangerkaptajn i filmen Eskimo (1933), som handlede om en eskimojægers liv og hans familie. I slutningen af 1930'erne tog han til Sibirien og skrev om sine oplevelser i Sibiriske Eventyr (1939).
Da Freuchen bosatte sig i Danmark i 1920'erne, meldte han sig ind i Socialdemokratiet og bidrog med artikler til Politiken. Han var også leder af et filmselskab. Han ejede øen Enehøje i Nakskov Fjord.
Under besættelsen arbejdede han for modstandsbevægelsen og var udpræget antinazistisk. Han blev anholdt af den tyske besættelsesmagt og dømt til døden. Freuchen formåede dog at flygte til Sverige og rejste derfra til USA. Han blev bosiddende i New York City med landsted i Connecticut.
Under besættelsen udfordrede Freuchen den tyske besættelsesmagt som en provokatør. Han skulle blandt andet have kastet en tysk soldat op i luften som reaktion på soldatens antastning, efter Freuchen højlydt erklærede, at han var jøde, selvom dette ikke var tilfældet.

### Liv i USA og død
I 1956 deltog han i den amerikanske tv-quiz The $64,000 Question og vandt 64.000 amerikanske dollar. Emnet var "de syv verdenshave". Senere samme år vinder han en tilsvarende quiz i Tivoli arrangeret af Danmarks Radio.
Freuchen døde af et hjerteslag i Elmendorf, Alaska, den 2. september 1957. Hans aske blev spredt ud over et bjerg nær Thule.

## Hæder
Ved Freuchens fødehjem i Frisegade 14 i Nykøbing Falster er der opsat en mindeplade.
På Østerbro i Nykøbing Falster er vejen Peter Freuchensvej opkaldt efter ham. Her er også opstillet en skulptur af Freuchen i 2006 i form af et bronzehoved på en sokel af granit, som er udført af billedhuggeren Harald Isenstein. Der findes også en Peter Freuchensvej i Frederikshavn, Hjørring, Vejle og Aalborg.
Litteraturpriser
- 1938 Sophus Michaëlis' Legat
- 1954 Herman Bangs Mindelegat
- 1955 Kaptajn H.C. Lundgreens Legat

## Udvalgt bibliografi
- Grønland, land og folk, 1927 (fagbog)
- Storfanger, 1927 (roman)
- Rømningsmand, 1928 (roman)
- Nordkaper, 1929 – The Sea Tyrant (roman)
- Ivalu, 1930 – Ivalu, the Eskimo Wife – suomennettu (roman)
- Flugten til Sydamerika, 1935 (erindringer)
- Min grønlandske ungdom, 1936 og 1953 – (erindringer)
- Nuoruuteni Grönlannissa (erindringer)
- Min anden ungdom, 1937 (erindringer)
- Sibiriske eventyr, 1939 (erindringer)
- Diamantdronningen, 1941 (roman)
- Hvid mand, 1943 – White Man – Valkoinen mies eskimoiden parissa (roman)
- Eskimofortællinger, 1944 (roman)
- Solfjeld, 1944 (roman)
- Larions lov, 1948 – The Law of Larion (roman)
- Eskimodrengen Ivik, 1949 – Eskimopoika Ivik (roman)
- Nigger-Dan, 1951 (roman)
- I al frimodighed 1953 på Westermanns forlag (erindringer)
- I all uppriktighet, 1954 (erindringer)
- Vagrant Viking, 1954 (erindringer)
- Fremdeles frimodig, 1955 (trukket tilbage af Gyldendal og makuleret)
- Fortfarende uppriktig´, 1956 og 1960 (erindringer)
- Fangstmænd i Melville-bugten, 1956 – Pyyntimiehiä Melville lahdella (roman)
- Fra Thule til Rio, 1957 (erindringer)
- Peter Freuchens bog om de syv have, 1959 (fagbog)
- Hvalfangerne, 1959 (roman)
- Adventures in the Arctic, 1960 (erindringer red. Dagmar Freuchen)
- Det arktiske år, 1961 – Arctic Year (fagbog)
- Peter Freuchens bog om eskimoerne, 1962 – (fagbog red. Dagmar Freuchen)
- Erindringer. 1963 – (red. Dagmar Freuchen) Forkortet og revideret udgave af "I al frimodighed" og "Fremdeles frimodig".